# Matthew Hassan Kukah
Matthew Hassan Kukah (Kulu, Nigéria, 31 de agosto de 1952) é um ministro católico romano e bispo de Sokoto.
Matthew Hassan Kukah foi ordenado sacerdote em 19 de dezembro de 1976 para a Arquidiocese de Kaduna.
Em 10 de junho de 2011, o Papa Bento XVI o nomeou ao Bispo de Sokoto. O Arcebispo de Lagos, Cardeal Anthony Olubunmi Okogie, o consagrou em 8 de setembro do mesmo ano; Os co-consagradores foram o Bispo Emérito de Sokoto Kevin Aje e o Arcebispo de Kaduna Matthew Man-Oso Ndagoso.